# Adibu
Adibu (fr. Adibou: Aventure dans le corps humain, ang. Adiboo Adventure: Inside the Human Body, 2007) – francuski serial animowany wyprodukowany przez Tele Images Kids.
W wersji francuskiej w oryginale napisy czołowe, napis tytułowy, tytuł odcinka i napisy końcowe są w języku francuskim, natomiast w polskiej wersji napisy czołowe i tytuł odcinka zmieniono z francuskiego na język angielski i napis tytułowy serialu pojawi się w języku polskim, ale napisy końcowe pozostawiono w języku francuskim.
Serial emitowany w Polsce na kanale MiniMini 1 września 2009 roku. Serial wydany na DVD przez firmę Media Service Zawada.
W 2009 roku powstaje kontynuacja serialu Adibu pt. "Adibu - misja Ziemia".

## Fabuła
Mały kosmita bardzo podobny do człowieka imieniem Adibu mieszka na planecie Celesta. Razem ze swoim przyjacielem Robitokiem przenosi się do wnętrza ludzkiego ciała. W czasie wyprawy Adibu poznaje organy, dzięki którym ludzki organizm może funkcjonować.

## Wersja polska
Wersja polska: Studio Publishing

Dialogi: Małgorzata Kochańska

Reżyseria: Tomasz Grochoczyński

Dźwięk i montaż: Jacek Kacperek

Kierownictwo produkcji: Mira Ornatowska

Wystąpili:
- Anna Apostolakis – Adibu
- Zbigniew Suszyński – Robitok
- Iwona Rulewicz – Adilia
- Tomasz Grochoczyński – Bert

Lektor: Zbigniew Suszyński

## Spis odcinków
| Premiera odcinka | N/o | Polski tytuł                                  | Francuski tytuł                         |
| ---------------- | --- | --------------------------------------------- | --------------------------------------- |
|                  |     |                                               |                                         |
| SERIA PIERWSZA   |     |                                               |                                         |
|                  |     |                                               |                                         |
| 01.09.2009       | 01  | Dlaczego bije mi serce?                       | Pourquoi j'ai le cœur qui bat?          |
|                  |     |                                               |                                         |
| 02.09.2009       | 02  | Dlaczego mam czerwoną krew?                   | Pourquoi j'ai le sang rouge?            |
|                  |     |                                               |                                         |
| 03.09.2009       | 03  | Dlaczego mam gorączkę?                        | Pourquoi j'ai de la fièvre?             |
|                  |     |                                               |                                         |
| 04.09.2009       | 04  | Dlaczego mogę stać?                           | Pourquoi je tiens debout?               |
|                  |     |                                               |                                         |
| 05.09.2009       | 05  | Dlaczego wybrzuszają mi się bicepsy?          | Pourquoi je gonfle mes biceps?          |
|                  |     |                                               |                                         |
| 06.09.2009       | 06  | Dlaczego mogę się poruszać?                   | Pourquoi je bouge?                      |
|                  |     |                                               |                                         |
| 07.09.2009       | 07  | Dlaczego mam strupy?                          | Pourquoi j'ai une croute?               |
|                  |     |                                               |                                         |
| 08.09.2009       | 08  | Dlaczego mam gęsią skórkę?                    | Pourquoi j'ai la chair de poule?        |
|                  |     |                                               |                                         |
| 09.09.2009       | 09  | Dlaczego muszę się myć?                       | Pourquoi je dois me laver?              |
|                  |     |                                               |                                         |
| 10.09.2009       | 10  | Dlaczego lubię słodkie?                       | Pourquoi j'aime le sucre?               |
|                  |     |                                               |                                         |
| 11.09.2009       | 11  | Dlaczego moja skóra nie jest niebieska?       | Pourquoi je n'ai pas la peau bleue?     |
|                  |     |                                               |                                         |
| 12.09.2009       | 12  | Dlaczego wszędzie pokryty jestem włosami?     | Pourquoi j'ai des poils partout?        |
|                  |     |                                               |                                         |
| 13.09.2009       | 13  | Dlaczego moje włosy rosną?                    | Pourquoi j'ai les cheveux qui poussent? |
|                  |     |                                               |                                         |
| 14.09.2009       | 14  | Dlaczego widzę?                               | Pourquoi je vois?                       |
|                  |     |                                               |                                         |
| 15.09.2009       | 15  | Dlaczego nie widzę dobrze w nocy?             | Pourquoi je vois mal dans le noir?      |
|                  |     |                                               |                                         |
| 16.09.2009       | 16  | Dlaczego płaczę?                              | Pourquoi je pleure?                     |
|                  |     |                                               |                                         |
| 17.09.2009       | 17  | Dlaczego słyszę?                              | Pourquoi j'entends?                     |
|                  |     |                                               |                                         |
| 18.09.2009       | 18  | Dlaczego jest mi niedobrze w samochodzie?     | Pourquoi j'ai mal au cœur en voiture?   |
|                  |     |                                               |                                         |
| 19.09.2009       | 19  | Dlaczego zatykają mi się uszy?                | Pourquoi j'ai l'oreille bouchée?        |
|                  |     |                                               |                                         |
| 20.09.2009       | 20  | Dlaczego czuję zapachy?                       | Pourquoi je sens les odeurs?            |
|                  |     |                                               |                                         |
| 30.12.2009       | 21  | Dlaczego mam w nosie kozy?                    | Pourquoi j'ai des crottes de nez?       |
|                  |     |                                               |                                         |
| 31.12.2009       | 22  | Dlaczego śpiewam?                             | Pourquoi je chante?                     |
|                  |     |                                               |                                         |
| 01.01.2010       | 23  | Dlaczego bolą mnie zęby?                      | Pourquoi j'ai mal aux dents?            |
|                  |     |                                               |                                         |
| 02.01.2010       | 24  | Dlaczego straciłem ząb?                       | Pourquoi je perds une dent?             |
|                  |     |                                               |                                         |
| 03.01.2010       | 25  | Dlaczego się pocę?                            | Pourquoi je transpire?                  |
|                  |     |                                               |                                         |
| 04.01.2010       | 26  | Dlaczego jestem głodny?                       | Pourquoi j'ai faim?                     |
|                  |     |                                               |                                         |
| 05.01.2010       | 27  | Dlaczego się ślinię?                          | Pourquoi je salive?                     |
|                  |     |                                               |                                         |
| 06.01.2010       | 28  | Dlaczego mi się odbija i dlaczego mam wiatry? | Pourquoi je rote et je pète?            |
|                  |     |                                               |                                         |
| 07.01.2010       | 29  | Dlaczego boli mnie brzuch?                    | Pourquoi je suis barbouillé?            |
|                  |     |                                               |                                         |
| 08.01.2010       | 30  | Dlaczego chce mi się siusiu?                  | Pourquoi je fais pipi?                  |
|                  |     |                                               |                                         |
| 09.01.2010       | 31  | Dlaczego oddycham?                            | Pourquoi je respire?                    |
|                  |     |                                               |                                         |
| 10.01.2010       | 32  | Dlaczego brakuje mi tchu?                     | Pourquoi je suis essoufflé?             |
|                  |     |                                               |                                         |
| 11.01.2010       | 33  | Jak kontroluję swoje ruchy?                   | Pourquoi je commande mes mouvements?    |
|                  |     |                                               |                                         |
| 12.01.2010       | 34  | Dlaczego odczuwam ból?                        | Pourquoi j'ai mal?                      |
|                  |     |                                               |                                         |
| 13.01.2010       | 35  | Dlaczego potrzebuję snu?                      | Pourquoi je dors?                       |
|                  |     |                                               |                                         |
| 14.01.2010       | 36  | Dlaczego choruję na ospę wietrzną?            | Pourquoi j'ai la varicelle?             |
|                  |     |                                               |                                         |
| 15.01.2010       | 37  | Dlaczego muszę się szczepić?                  | Pourquoi je dois me faire vacciner?     |
|                  |     |                                               |                                         |
| 16.01.2010       | 38  | Dlaczego powinienem jeść?                     | Pourquoi je mange de tout?              |
|                  |     |                                               |                                         |
| 17.01.2010       | 39  | Dlaczego mam zielone oczy?                    | Pourquoi j'ai les yeux verts?           |
|                  |     |                                               |                                         |
| 18.01.2010       | 40  | Dlaczego mam czkawkę?                         | Pourquoi j'ai le hoquet?                |
|                  |     |                                               |                                         |